# Military History
Military History fue un canal estadounidense propiedad de A+E Networks, una joint venture entre Disney–ABC Television Group subsidiaria de The Walt Disney Company y de Hearst Communications. El canal muestra programas de historia militar y de combates significativos de la historia. El canal fue lanzado el 5 de enero de 2005 como Military History Channel sirviendo como un spin-off de The History Channel (hoy History). Al igual que su señal hermana, el canal eliminó la palabra "Channel" de su nombre el 20 de marzo de 2008.

## Programación
La programación de Military History se centra en batallas históricas y guerras, Así como programas que tratan sobre personas clave en estos conflictos, como generales, soldados y espías. También emite documentales y series que permiten conocer cómo se libraron estas guerras y las vidas de las personas que sirvieron en ellas. La mayoría de su programación se enfoca en la Segunda Guerra Mundial. Todos los contenidos sobre este tema fueron trasladados a este canal luego de que The History Channel ganara el apodo de "The Hitler Channel" (El canal de Hitler).

### Programas emitidos en Military History
- Conspiracy?
- Dogfights (Ases de Combate)
- The Eastern Front: The Gates of Moscow
- The Eastern Front: Turning Point at Stalingrad
- Free Cabanatuan
- Greatest Raids
- Greatest Tank Battles
- Hitler's Collaborators
- Hitler's War: The Lost
- Inside the Great Battles
- The Kamikaze
- The Last Days of WWII
- Lock N' Load with R. Lee Ermey
- Mail Call
- Okinawa!
- Pacific: The Lost Evidence
- President Lincoln Assassination
- Survival Training
- Surviving the Cut
- Tactical to Practical
- Triggers: Weapons That Changed the World
- The Unholy Battle for Rome
- Warriors
- Weaponology

## Emisión del canal en otros países
Antes de su presencia en Estados Unidos, el canal fue previamente lanzado en Reino Unido e Irlanda el 31 de marzo de 1999. El 20 de marzo de 2010, Military History fue añadido al operador Virgin Media en el canal 236.Military History fue reemplazado por su canal hermano History 2, en esos países, el 4 de mayo de 2013.